# Тихи
Тѝхи (на полски: Tychy; на немски: Tichau) е град в Южна Полша, Силезко войводство. Административно е обособен в самостоятелен градски окръг (повят) с площ 81,81 км2.

## География
Градът се намира в историческата област Горна Силезия. Част е от Горносилезката метрополия.

## Население
Според данни от полската Централна статистическа служба, към 1 януари 2014 г. населението на града възлиза на 128 812 души. Гъстотата е 1 575 души/км2.
Демография:
- 1955 – 26 585 души
- 1965 – 63 912 души
- 1975 – 135 611 души
- 1985 – 183 826 души
- 1990 – 191 723 души
- 2000 – 130 832 души
- 2009 – 129 527 души

## Фотогалерия
- Панорама
- Зимният стадион
- Градски музей
- Църква „Св. Мария-Магдалена“
- Врата на слънцето